# Stichtite
La stichtite est une espèce minérale du groupe des carbonates et du sous-groupe des carbonates hydratés, de formule  Mg6Cr2CO3(OH)16,4H2O, présentant des traces de fer.

## Inventeur et étymologie
Décrite par le minéralogiste William Frederick Petterd (1849-1910) qui donna le nom de stichtite à ce minéral en 1910, en l'honneur de l'australien Robert C. Sticht (1857-1922), directeur de la Mount Lyell Mining and Railway Company en Tasmanie.

## Topotype
- Mine Adélaïde, Stichtite Hill, Dundas, Tasmanie, Australie
- Les échantillons de référence sont déposés à l’École nationale supérieure des mines de Paris.

### Synonymie
- Chrom-Brugnatellit (en allemand) (Hezner 1912)[4]

## Caractéristiques physico-chimiques

### Variétés
- Bouazzerite (Caillère 1942) : Stichtite riche en fer décrite par Caillère dans les serpentines de Bou Azzer au Maroc qui a  inspiré le nom[5].

### Cristallochimie
Elle est dimorphe de la barbertonite.
La stichtite fait partie du groupe de l'hydrotalcite, des carbonates isostructurels de formule générique  Mg6R3+2(OH)16CO2.4H2O où R+3 peut être Al, Cr, ou Fe.
Groupe de l'hydrotalcite :
- Desautelsite, Mg6Mn2(CO3)(OH)16•4(H2O), R 3m ou R 3m Trig,
- Droninoite, Ni3FeCl(OH)8•2H2O, R 3m, R 3m ou R 32 Trig,
- Hydrotalcite, Mg6Al2(CO3)(OH)16•4(H2O), R 3m 3 2/m,
- Pyroaurite, Mg6Fe2(CO3)(OH)16•4(H2O), R 3m 3 2/m,
- Stichtite, Mg6Cr2(CO3)(OH)16•4(H2O), R 3m 3 2/m.

### Cristallographie
- Paramètres de la maille conventionnelle : a = 6,18 Å, c = 46,38 Å, Z = 3, V = 1 534,05 Å3
- Densité calculée = 2,12

### Propriétés physiques
Habitusla stichtite forme le plus souvent des masses compactes, ou des agrégats lamellaires ou fibreux. Les lamelles de stichtite sont onctueuses au toucher et sont flexibles, mais non élastiques.

## Gîtes et gisements

### Gîtologie et minéraux associés
Gîtologie : la stichtite a une origine métamorphique. Elle se trouve associée à la chromite dans les serpentines (roches métamorphiques riches en magnésium et en fer).
Minéraux associésantigorite, barbertonite, chromite, serpentine.

### Gisements producteurs de spécimens remarquables
- Afrique du Sud

Kaapsche Hoop, Barberton District, Mpumalanga Province, Transvaal
- Australie

Mine Adélaïde, Stichtite Hill, Dundas, Tasmanie
- Canada

Marbridge Mine, La Motte, Abitibi RCM, Abitibi-Témiscamingue, Québec
- Iran
- Maroc

Bou Azzer, Province de Ouarzazate

## Galerie

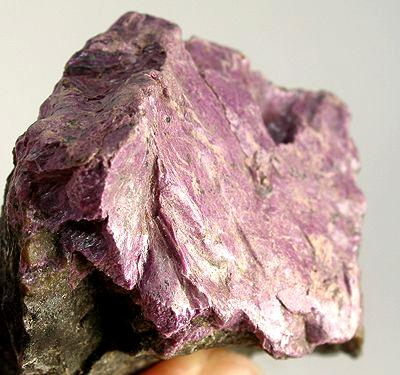
Barberton District, Afrique du Sud, 6.4 x 4.0 x 3.9 cm.
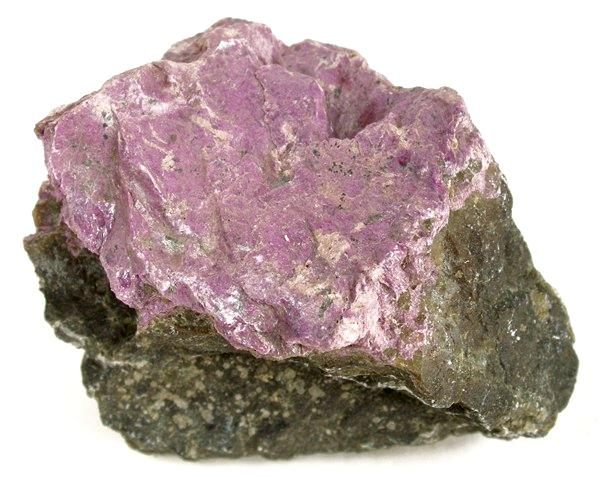
Barberton District, Afrique du Sud, 6.4 x 4.0 x 3.9 cm.